# Železniško postajališče Podčetrtek
Železniško postajališče Podčetrtek je eno izmed železniških postajališč v Sloveniji, ki oskrbuje bližnje naselje Podčetrtek.